# 蒙古征服喬治亞
蒙古征服喬治亞與亞美尼亞戰爭，格魯吉亞在中世紀黑暗時代末是君主制政體，於1220年遭遇到蒙古大軍攻擊；雖然僅僅只是幾場遭遇戰就離開喬治亞，蒙古大軍直到1236年又返回喬治亞，並在幾場大戰後於1243年併吞滅喬治亞；喬治亞與亞美尼亞在當時每年向蒙古朝貢沉重大禮與提供男丁兵力給無止無盡般蒙古西征作戰；導致喬治亞與亞美尼亞開始反抗蒙古需索：雖然初開始處於被動，但是之後就出現變化一連串民心激昂鼓舞、在支持與反對蒙古的兩派人民拉執角力，參伴著許多市民抗爭與武力鬥爭中，導致蒙古支持最先相當強勢管制人民的「傀儡政權」被弱化甚至分裂；終於在1320年代末晚，在國王喬治五世領導，善用嫺熟的外交手腕與戰爭擊敗蒙古，收復失土重現繁榮及強大國力。

## 蒙古併吞喬治亞
蒙古人在這裡設置了一個省份（Vilayet），定名為Gurjistan，這個Gurjistan省包括今天的喬治亞與南高加索全境，蒙古並未直接統治這裡，原先是喬治亞國王統治，久了就改由蒙古大汗併吞直接統治；喬治亞國王魯速丹（Rusudan）在1245年故逝後，蒙古人又把高加索分為8個省，透過複雜連續的王位繼承手續，蒙古人把喬治亞王位繼承者分化成兩派競爭貴族，每一黨派都各派出一位王座候選人，喬治四世的私生子大衛七世·烏魯和鲁速丹之子大衛·納林。1245年發生「推翻蒙古統治」（参见领导者之一Tsotne Dadiani）卻失敗，1247年貴由汗就在喬治亞東、西兩邊各立一位傀儡國王（分成東、西兩國），喬治亞國會政制（俄語：杜馬）被廢除，蒙古人就能更直接控制行政體系為了能夠便於抽稅，以及自被迫服從的喬治亞人收取貢獻物品；不單是蒙古君主如此，蒙古軍隊也以這樣方法再壓榨喬治亞人民。